# Liste von Sakralbauten im Landkreis Erding
Die Liste von Sakralbauten im Landkreis Erding beherbergt alphabetisch nach dem Standort geordnete Kirchen, Kapellen und sonstige Sakralbauten im Landkreis Erding.

## A
- Klosterkirche St. Josef (Algasing)
- Kath. Pfarrkirche Mariä Verkündigung (Altenerding)
- Kath. Filialkirche St. Benedikt (Altham)
- Schlosskapelle (Aufhausen)
- Kath. Filialkirche St. Johannes und Paulus (Amelgering)
- Feldkapelle (Amelgering)
- Kath. Filialkirche St. Maria (Adlberg)
- Kapelle (Arndorf)
- St. Johann Baptist (Aufkirchen)
- Kath. Filialkirche St. Laurentius (Armstorf)
- Kath. Filialkirche St. Bartholomäus (Auerbach)
- Kath. Filialkirche St. Martin (Angerskirchen)

## B
- Kleine Feldkapelle (Baum)
- Lourdeskapelle (Baustarring)
- Kapelle (Baustarring)
- Kapelle (Bergham)
- Kath. Pfarrkirche St. Peter und Paul (Berglern)
- Kriegergedächtniskapelle (Berglern)
- Wegkapelle (Berglern)
- Feldkapelle (Bichl)
- Pfarrkirche Mariä Heimsuchung, (Bockhorn (Oberbayern))
- Kath. Filialkirche St. Helena (Breitenweiher)
- Kath. Pfarrkirche St. Martin (Buch am Buchrain)
- Pfarrkirche St. Vitus (Burgharting)
- Kapelle (Burgholz)* Schlosskapelle St. Georg (Burgrain)

## D
- Etzkapelle (Dorfen)
- Wallfahrtskirche Mariä Himmelfahrt (Dorfen)
- Kath. Marktkirche St. Vitus (Dorfen)

## E
- Kath. Pfarrkirche Hl. Kreuzauffindung (Emling)
- Kath. Filialkirche St. Johannes d. T. (Englschalling)
- Kath. Filialkirche St. Leonhard (Esterndorf)
- Kath. Pfarrkirche St. Georg (Eitting)
- Kath. Filialkirche Hl. Bruder Konrad (Eittingermoos)
- Kapelle (Eittingermoos)
- St. Johann (Erding)
- Spitalkirche Hl. Geist (Erding)
- Ehem. Frauenkirche (Erding)
- St. Paulus (Erding)
- Kath. Filialkirche St. Egidius (Eichenkofen)
- Kapelle (Eichenkofen)
- Erlöserkirche (Erding)
- St. Vinzenz (Erding)
- Filialkirche St. Joseph (Eichenried)
- Kath. Filialkirche St. Laurentius und Stephanus (Ebering)
- Kath. Pfarrkirche Mariä Geburt (Eschlbach)

## F
- Kapelle (Furt)
- Kath. Pfarrkirche St. Georg (Finsing)
- Feldkapelle (Finsing)
- Kath. Pfarrkirche St. Peter (Forstern)
- Kath. Pfarrkirche St. Florian in (Fraunberg)
- Waldkapelle (Fraunberg)
- Kath. Filialkirche Mariä Geburt (Frauenvils)

## G
- St. Jakobus der Ältere (Gaden)
- Kath. Pfarrkirche St. Ulrich (Gebensbach)
- Seelenkapelle (Gebensbach)
- Kapelle (Geierseck)
- Kath. Filialkirche St. Nikolaus (Geislbach)
- Kath. Filialkirche St. Sebastian (Grafing)
- Katholische Filialkirche St. Valentin (Großköchlham)
- Kath. Filialkirche St. Michael (Großschwindau)
- Kath. Filialkirche St. Jakobus der Ältere (Großwimpasing)
- Kath. Filialkirche St. Andreas (Grünbach)
- Kath. Pfarrkirche St. Nikolaus (Grüntegernbach)
- Kath. Filialkirche St. Vitus (Grucking)
- Kapelle (Grucking)

## H
- Kath. Filialkirche St. Margaretha (Hecken)
- Kath. Filialkirche St. Johannes d.T. (Haselbach)
- Kath. Filialkirche Hl. Kreuz (Haidberg)
- Kapelle (Hain)
- Kath. Filialkirche St. Peter und Paul (Hampersdorf)
- Kath. Pfarrkirche Mariä Heimsuchung (Hohenpolding)
- Kerkerkapelle (Hohenpolding)
- Kath. Wallfahrtskirche (Hl. Blut)
- Kath. Filialkirche Hl. Kreuzauffindung (Hinterbaumberg)
- Kath. Filialkirche Hl. Kreuzerfindung (Hinterholzhausen)
- Kapelle (Harrain)
- Kath. Filialkirche St. Sylvester (Harthofen)
- Kath. Filialkirche St. Laurentius (Hofstarring)
- Wegkapelle (Hallnberg)
- Kath. Filialkirche St. Bartholomäus (Hörlkofen)
- Neue kath. Pfarrkirche St. Bartholomäus (Hörlkofen)
- Kath. Expositurkirche St. Bartholomäus (Hörgersdorf)
- Kapelle (Holzmann)

## I
- Kath. Pfarrkirche St. Stephanus (Inning am Holz)
- Kleine Wegkapelle, sog. Geiglkapelle (Inning am Holz)
- St. Zeno (Isen)
- Kath. Kapelle St. Joseph (Isen)
- Votivkapelle Hl. Hubertus (Isen)
- Kath. Filialkirche St. Martin (Indorf)
- Kath. Filialkirche St. Vitus (Itzling)
- Kapelle (Itzling)

## J
- Kath. Filialkirche St. Johannes d. T. (Jaibing)
- Kath. Filialkirche St. Jakob (Jakobrettenbach)
- Kath. Filialkirche St. Margaretha (Jettenstetten)
- Kath. Filialkirche St. Johannes der Täufer (Johannrettenbach)

## K
- Unserer Lieben Frau (Kalling)
- St. Jakobus der Ältere (Kempfing)
- Waldkapelle (Kirchasch)
- Kath. Filialkirche St. Martin (Kirchasch)
- Kath. Filialkirche St. Michael (Kirchstetten)
- Kath. Filialkirche St. Andreas (Kleinkatzbach)
- Wegkapelle (Kloster Moosen)
- Kath. Filialkirche St. Peter und Paul (Kirchberg)
- Bildstock-Kapelle (Kleinthalheim)
- Kath. Filialkirche St. Jakobus d. Ä. (Kempfing)
- Waldkapelle (Kirchstätt)
- Kath. Filialkirche St. Michael (Kögning)
- Kath. Filialkirche Mariae Geburt (Kirchötting)
- Katholische Filialkirche St. Leonhard (Kienraching)

## L
- Kath. Filialkirche St. Martin (Landersdorf)
- Kath. Filialkirche Hl. Kreuz: Lindumer Kircherl (Lindum)
- Weiler- und Wegkapelle (Loiperstätt)
- Kath. Pfarrkirche St. Martin (Langenpreising)
- Kath. Kapelle St. Petrus (Langenpreising)
- Kath. Pfarrkirche St. Martin (Langengeisling)
- Kath. Filialkirche St. Johannes d. T. (Langengeisling)
- Seelenkapelle (Langengeisling)
- Kath. Filialkirche St. Martin (Lohkirchen)
- Kath. Filialkirche St. Remigius (Lappach)

## M
- Kath. Kapelle Hl. Dreifaltigkeit (Mitterlern)
- Kath. Filialkirche Hl. Kreuzauffindung (Mainbach)
- Kath. Pfarrkirche St. Emmeram (Moosinning)
- Kath. Kapelle St. Sebastian und Rochus (Moosinning)
- Kath. Wallfahrtskirche Maria Thalheim (Maria Thalheim)
- Friedhofskapelle St. Michael (Maria Thalheim)
- Kapelle (Maria Thalheim)
- Feldkapelle (Maria Thalheim)
- Kath. Filialkirche St. Urban (Mittbach)
- Katholische Filialkirche St. Maria (Maiselsberg)
- Kath. Filialkirche St. Stephanus (Moosen)
- Kapelle (Mühlhof)

## N
- Straßenkapelle (Lourdeskapelle) (Neufinsing)
- St. Martin (Niederding)
- St. Stephanus (Niedergeislbach)
- Kath. Filialkirche St. Andreas (Niederlern)
- Kath. Filialkirche St. Johannes der Täufer (Niederneuching)
- Wegkapelle (Niederneuching)
- Kath. Filialkirche St. Martin (Niederstraubing)
- „Brünnlkapelle“ (Nödlreuth)
- Dreifaltigkeitskapelle (Notzing)
- St. Nikolaus (Notzing)

## O
- Kath. Filialkirche St. Martin (Oberbierbach)
- Feldkapelle (Oberbierbach)
- St. Georg (Oberding)
- Kath. Pfarrkirche St. Georg (Oberdorfen)
- Kath. Filialkirche St. Johannes der Täufer (Obergeislbach)
- Marienkapelle (Oberlohe)
- Kath. Pfarrkirche St. Martin (Oberneuching)
- Kath. Filialkirche St. Kastulus (Oberschiltern)
- St. Johannes der Täufer (Oppolding)
- Filialkirche St. Katharina in Ottenhofen
- Kath. Filialkirche St. Georg (Ottering)

## P
- Kath. Heilig-Kreuz-Kirche (Papferding)
- St. Martin (Pastetten)
- Kapelle St. Kümmernis (Pastetten)
- Silverakapelle (Pemberg)
- Kath. Pfarrkirche St. Margareth (Pemmering)
- Kapelle (Penning)
- Kath. Filialkirche St. Ulrich (Pesenlern)
- Kath. Filialkirche St. Nikolaus (Poigenberg)
- Kapelle (Polding)
- Kath. Filialkirche St. Maria (Preisendorf)
- Feldkapelle (Prenning)
- Kath. Filialkirche St. Georg (Pretzen)
- Kapelle (Pretzen)
- Bildstock-Kapelle (Puch)
- Kath. Filialkirche St. Jakobus der Ältere (Pullach)
- Kath. Pfarrkirche St. Stephanus (Pullach)
- Kath. Filialkirche St. Agatha (Pyramoos)

## R
- Kath. Pfarrkirche St. Stephanus (Rappoltskirchen)
- Marienkapelle (Rappoltskirchen)
- Kath. Kapelle St. Kastulus (Rappoltskirchen)
- Kath. Pfarrkirche St. Michael (Reichenkirchen)
- Kath. Filialkirche St. Margaretha (Reisen)
- Kath. Pfarrkirche St. Georg (Riding)
- Kapelle bei Haus Nr. 17 (Reimering)
- Kapelle bei Haus Nr. 18 (Reimering)
- Kapelle (Riexing)
- Kath. Pfarrkirche St. Michael (Reithofen)
- Wegkapelle (Rudorfer)
- Kapelle (Rottmann)
- Hofkapelle (Reichennehaid)

## S
- Kath. Filialkirche St. Oswald (Salmannskirchen)
- Kath. Filialkirche St. Koloman (Sankt Koloman)
- Friedhofskirche St. Paul (Sankt Paul)
- Kath. Pfarrkirche St. Wolfgang (Sankt Wolfgang)
- Kath. Filialkirche St. Johannes d.T. (Schnaupping)
- Kath. Pfarrkirche Hl. Kreuzauffindung (Schönbrunn)
- Kath. Pfarrkirche St. Urban und Nikolaus (Schröding)
- Kath. Filialkirche St. Florian (Schwabersberg)
- St. Korbinian (Schwaig)
- Kath. Pfarrkirche Mariae Himmelfahrt (Schwindkirchen)
- Kath. Filialkirche St. Johannes und Paulus (Siggenhofen)
- Kapelle (Singlding)
- Silverakapelle (Singlding)
- Kapellen-Bildstock (Sinsöd)
- Feldkapelle (Sollach)
- Kath. Filialkirche St. Martin (Sonnendorf)
- Kath. Filialkirche St. Nikolaus (Staffing)
- Kapelle (Stammham)
- Kath. Pfarrkirche St. Johannes Baptist und Johannes Evangelist (Steinkirchen)
- Feldkapelle (Strich)
- Kath. Filialkirche Hl. Kreuzauffindung (Sulding)

## T
- Kath. Wallfahrtskirche St. Maria (Tading)
- Kath. Filial- und Wallfahrtskirche St. Ottilia (Taing)
- Kath. Filialkirche St. Peter und Paul (Tankham)
- Kath. Pfarrkirche St. Pauli Bekehrung (Taufkirchen an der Vils)
- Kapelle (Tittenkofen)
- Kloster Tegernbach
- Feldkapelle (Thonbach)
- Kath. Filial- und Wallfahrtskirche St. Ottilia (Taing)
- Hofkapelle des Angermaierhofes (Thenn)

## U
- Kath. Pfarrkirche St. Laurentius (Unterstrogn)
- Kath. Filialkirche St. Stephanus (Unterschwillach)
- Kath. Pfarrkirche Mariae Geburt (Unterhofkirchen)
- Waldkapelle (Unterhofkirchen)

## W
- Kath. Pfarrkirche St. Erhard (Walpertskirchen)
- Kath. Pfarrkirche St. Lampertus (Wambach)
- Kath. Pfarrkirche Mariä Geburt (Wartenberg)
- Friedhofskirche St. Georg (Wartenberg)
- Hauskapelle (Wartenberg)
- Kapelle St. Georg (Wartenberg)
- Kath. Filialkirche St. Johannes Evangelist (Wasentegernbach)
- Kath. Filialkirche St. Nikolaus (Watzling)
- Kath. Filialkirche St. Laurentius (Weiher)
- Kapelle (Werndlfing)
- Kath. Filialkirche St. Pankratius (Wetting)
- Hofkapelle (Wetting)
- Kath. Filialkirche St. Urban (Wilfing)
- Pfarrkirche St. Petrus in Wörth

## Z
- Kath. Filialkirche St. Antonius von Padua (Zeilhofen)
- Hofkapelle (Zeil)
- Kath. Filialkirche St. Stephan (Zustorf)